# Harpenden Rural
Harpenden Rural – civil parish w Anglii, w Hertfordshire, w dystrykcie St Albans. W 2011 civil parish liczyła 405 mieszkańców. W obszar civil parish wchodzi także Kinsbourne Green Common.